# Hulsjön (Sexdrega socken, Västergötland)
Hulsjön är en sjö i Svenljunga kommun i Västergötland och ingår i Viskans huvudavrinningsområde.